# Cratere Steichen
Steichen  è un cratere sulla superficie di Mercurio.